# Ostensione della sindrome - Ultima cena
Ostensione della sindrome - Ultima cena è il primo album dal vivo del rapper italiano Willie Peyote, pubblicato il 15 marzo 2019 dalla 451.

## Tracce
1. Intro + L'effetto sbagliato – 5:08
2. Metti che domani – 3:33
3. Willie Pooh + Dettagli – 5:16
4. DJ & Call Center – 3:06
5. Il gioco delle parti – 2:52
6. Le chiavi in borsa (feat. Dutch Nazari) – 3:13
7. Portapalazzo – 4:25
8. Le ragazze del Peyote Ugly – 4:29
9. I cani – 3:49
10. Io non sono razzista ma... – 3:24
11. C'era una vodka – 5:04
12. Ottima scusa – 4:08
13. Vendesi – 3:20
14. Che bella giornata – 4:27

## Formazione
- Willie Peyote – voce
- Frank Sativa – tastiera, campionatore
- Precaria Orchestra Sabauda
  - Danny Bronzini – chitarra, cori
  - Luca Romeo – basso
  - Dario Panza – batteria
  - Paolo D'Angelo Parpaglione – sassofono, flauti
  - Enrico Allavena – trombone
  - Luigi Giotto Napolitano – tromba, flicorno soprano
  - Tom Newton – armonica
- Dutch Nazari – voce aggiuntiva (traccia 6)